# Джадд, Уолтер
Уолтер Джадд (англ. Walter Stephen Judd) — американский ботаник.

## Биография
Он изучал ботанику в Университете штата Мичиган, где получил степень бакалавра. В 1978 году он получил степень доктора философии. В Гарвардском университете защитил диссертацию «Монография Лионии (Ericaceae)». За эту диссертацию он получил премию Джесси М. Гринмана (награду за лучшую диссертацию в области растительной системы в данный год) от Ботанического сада Миссури.
Участник разработки APG IV. Автор собственной таксономической Системы Джадда. Женат. Супругу зовут Бэверли.

## Таксоны, названные в честь Джадда
| Фотография | Название                                     |
| ---------- | -------------------------------------------- |
|            | - Stenanthium densum (Desr.) Zomlefer & Judd |